# Hans-Joachim-von-Zieten-Kaserne
Die Hans-Joachim-von-Zieten-Kaserne (1981–1990 Friedrich-Wolf-Kaserne) ist eine Kaserne der Bundeswehr in Beelitz in Brandenburg. Hauptnutzer der Liegenschaft ist das Logistikbataillon 172 der Streitkräftebasis.

## Lage
Die Kaserne liegt im Landkreis Potsdam-Mittelmark nordwestlich von Beelitz und südöstlich von Beelitz-Heilstätten. Sie ist mit einem Gleisanschluss an die Bahnstrecke Berlin–Blankenheim verbunden.

## Benennung
Die Kaserne ist nach Hans Joachim von Zieten benannt, einem General der Kavallerie unter dem preußischen König Friedrich dem Großen. Zu DDR-Zeiten trug sie den Namen Friedrich-Wolf-Kaserne nach Friedrich Wolf, dem Vater des Chefs des DDR-Auslandsnachrichtendienstes Hauptverwaltung A, Markus Wolf.

## Geschichte
Bereits seit 1731 ist Beelitz Garnison, als Friedrich Wilhelm I. dort eine Husaren-Eskadron aufstellte, dessen Leitung Hans Joachim von Zieten übernahm.
In den Jahren 1976 bis 1981 wurde die heutige Kaserne für die Nationale Volksarmee gebaut. Die in der Kaserne stationierten Truppenteile der Nationalen Volksarmee unterstanden der 1. Mot.-Schützendivision. 
Bis Ende 2002 war das Instandsetzungsbataillon 410 der Bundeswehr mit Stab/Stabskompanie, der 4. und 6. Kompanie in Beelitz stationiert, wohingegen die 2. und 3. Kompanie in der Havelland-Kaserne in Potsdam-Eiche waren. In den 2010er Jahren wurden alle 65 Gebäude saniert sowie vier Unterkunftsgebäude, ein Verwaltungsgebäude, neue Werkhallen, ein neues Lager und eine Fahrzeugwaschanlage für insgesamt 50 Millionen Euro neu gebaut.

## Dienststellen
Folgende Dienststellen (Auswahl) sind bzw. waren in der Kaserne stationiert:
aktuell:
- Logistikbataillon 172
- Prüfgruppe Materialbewirtschaftung Ost
- Unterstützungspersonal Standortältester Beelitz
- Sanitätsversorgungszentrum Prenzlau

ehemalig Bundeswehr:
- Instandsetzungsbataillon 420 (Umbenennung und Umgliederung zum 1. Januar 2003 in Logistikbataillon 172)
- Panzeraufklärungsbataillon 80 (Umbenennung zum 1. April 1994 in Aufklärungsbataillon 14)
- Panzeraufklärungsbataillon 14 (Auflösung April 1997)
- Feldjägerbataillon 352 (2003–28. Februar 2006)
- Kraftfahrausbildungszentrum Beelitz

ehemalig Nationale Volksarmee:
- Panzerregiment 1 „Friedrich Wolf“ (1989 aufgelöst)
- Artillerieabteilung 1 „Willy Sägebrecht“ (vorher Panzerjägerabteilung 1)
- Aufklärungsbataillon 1 „Richard Sorge“ (Auflösung am 30. März 1991; aufgegangen in Panzeraufklärungsbataillon 80 der Bundeswehr)
- Geschoßwerferabteilung 1 „Hermann Rentzsch“